# George Luther Stearns
Pour les articles homonymes, voir Stearns.
George Luther Stearns est un antiesclavagiste américain né le 8 janvier 1809 à Medford et mort le 9 avril 1867 à New York. Il est notamment connu pour avoir été l'un des Secret Six qui ont financé le raid contre Harpers Ferry entrepris par John Brown pour l'abolition de l'esclavage aux États-Unis.